# 스톤헨지
스톤헨지(영어: Stonehenge)는 영국 남부 윌트셔 주 솔즈베리(Salisbury) 평원과 에임즈버리에 있는 선사 시대의 거석기념물(巨石記念物)에 있는 선사 시대 환상 열석 유적이다. 높이 8미터, 무게 50톤에 달하는 거석 여든여개가 세워져 있다. 수수께끼의 선사시대 유적으로 누가, 어떻게, 왜 만들었는가에 대한 의문이 풀려지지 않고 있다.

## 유적 구조
스톤헨지에 사용된 석재는 셰일과 블루스톤(청회색 사암, 휘록암과 유문암), 사르센석(잉글랜드 중남부에 산재하는 사암)으로, 각각 바깥쪽 원과 안쪽 원을 구성하고 있다.
셰일 서클은 셰일을 30개 세운 다음 그 위에 돌을 가로로 눕혀 원을 그리도록 배치했으며, 안쪽의 블루스톤 서클은 크기가 작고 모양도 나 쓰러져 중앙에 제단처럼 자리하게 된 블루스톤이 있다. 셰일 서클 바깥에는 Y홀, Z홀이라고 불리는 작은 구덩이들이 원을 그리듯 파여 있다. 또 그 바깥쪽에는 오브리 홀이라는 56개의 구덩이들이 파여 있으며 그 뒤로는 두개의 입석이 정반대 방향으로 놓여 있다.
셰일 서클 바깥에서 떨어진 곳에 힐스톤이라는 돌이 혼자 서있고 이 돌과 셰일 서클 사이에 도살석이라는 돌이 있다. 이 돌들은 모두 태양의 빛에 관련하여 일직선으로 놓아져 있는데, 이 때문에 해시계였다는 주장도 있었지만, 묘지일 가능성도 존재한다.

## 건립 시기
만들어진 연대는 대략 기원전 3000년부터 2000년경으로 추정된다.

간단한 유적 구조
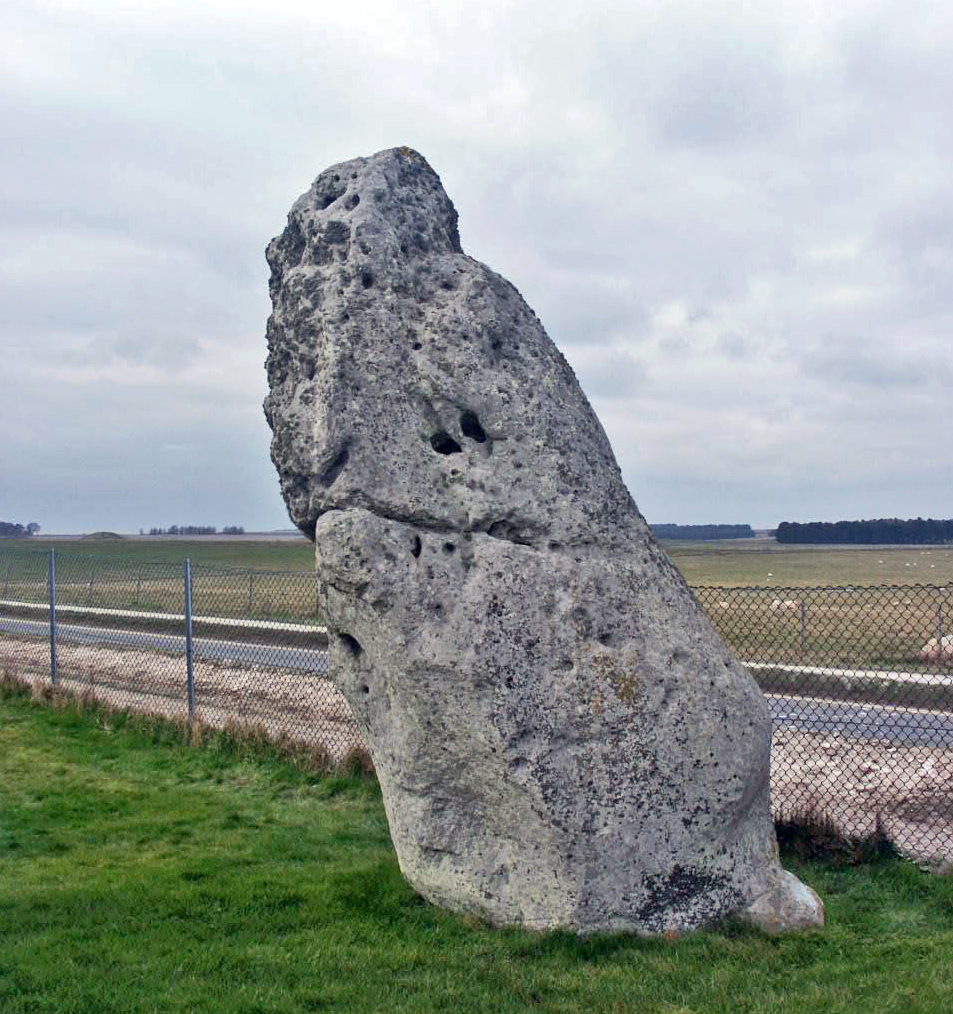
힐스톤
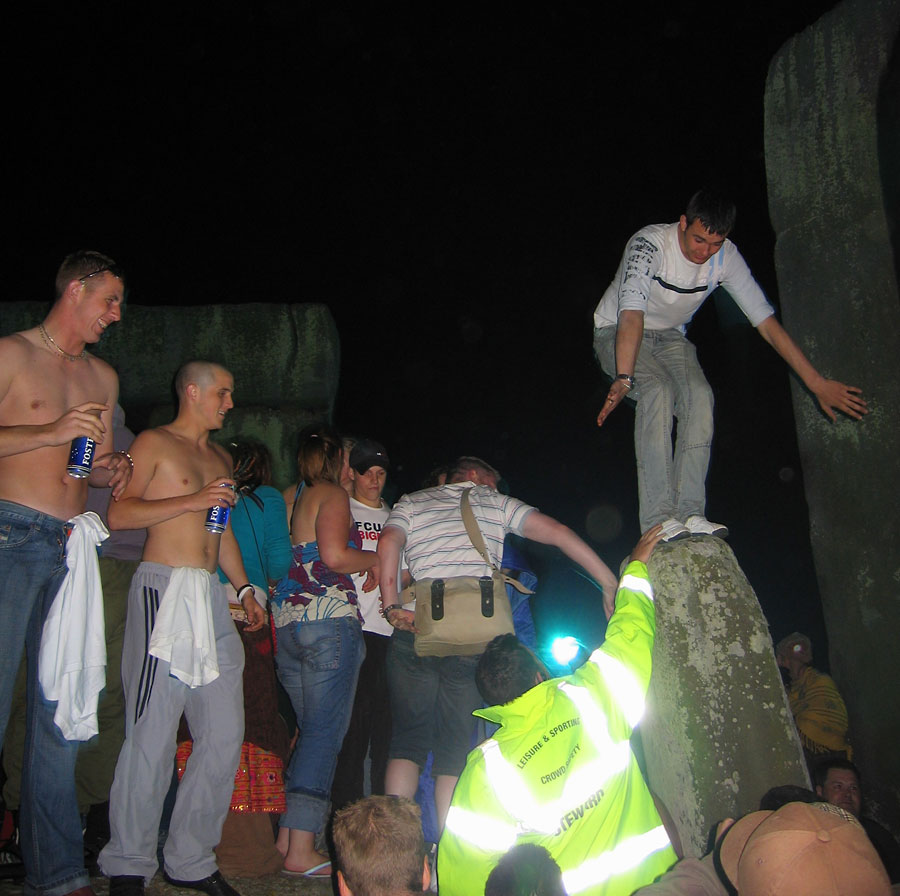
스톤헨지 위에 올라간 관광객. 스톤헨지는 몰려드는 관광객들의 무분별한 낙서 등으로 인해 골머리를 앓고 있다.
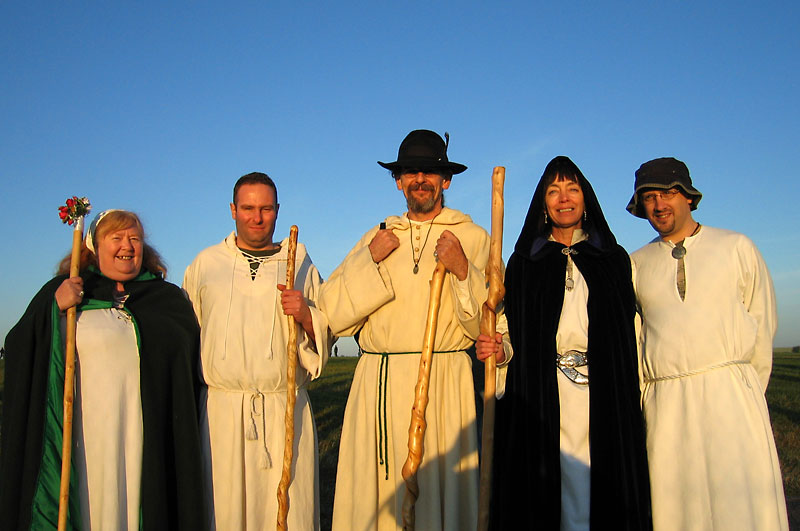
드루이드 교 사제들.

## 같이 보기
- 나브타 플라야